# Dossenheimer Klause

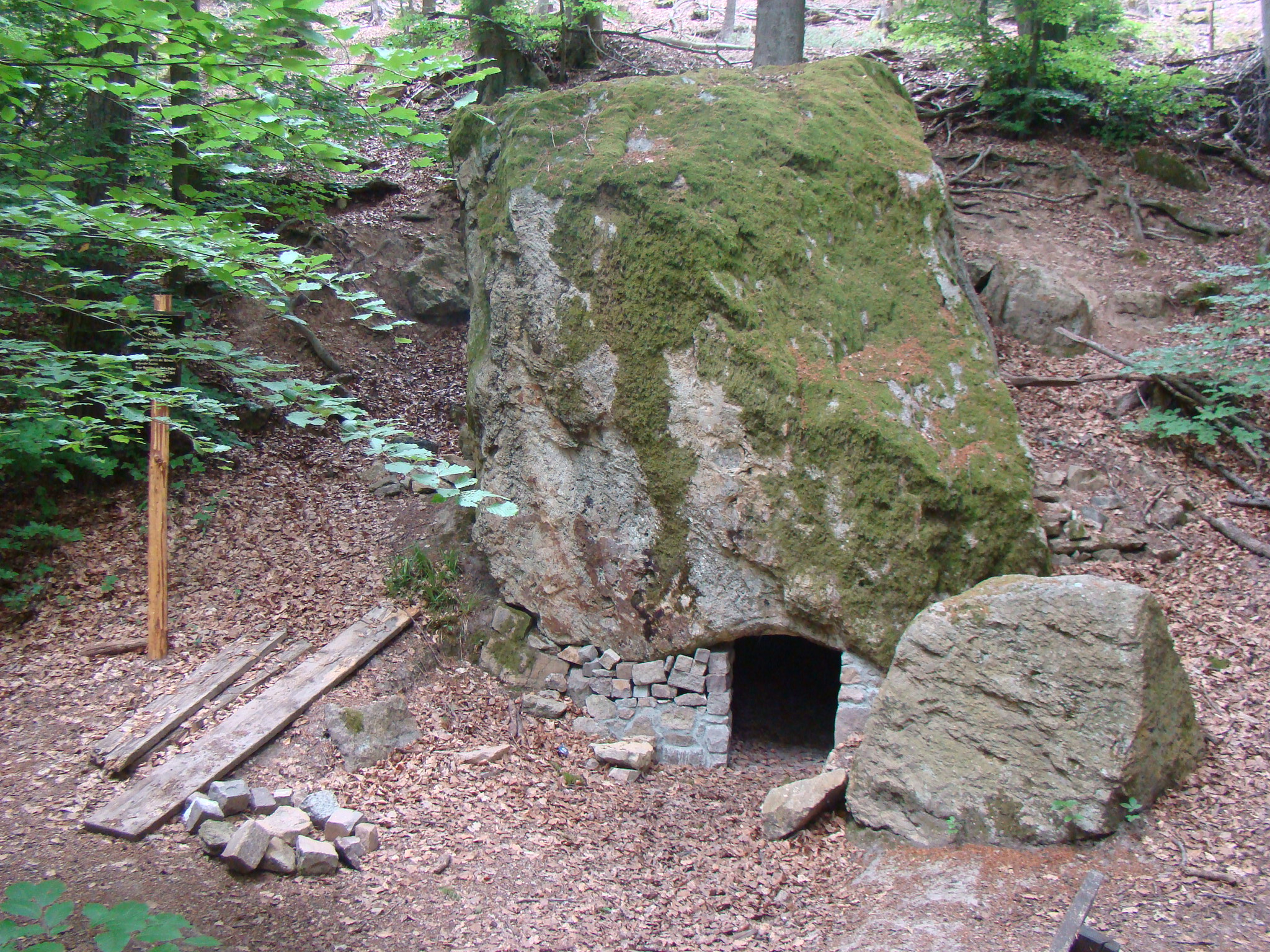
Dossenheimer Klause

Die Dossenheimer Klause ist eine höhlenartige Ansammlung von einem großen und mehreren kleinen Felsen im Odenwald nordöstlich von Dossenheim im Rhein-Neckar-Kreis im nordwestlichen Baden-Württemberg.

## Lage und Beschaffenheit

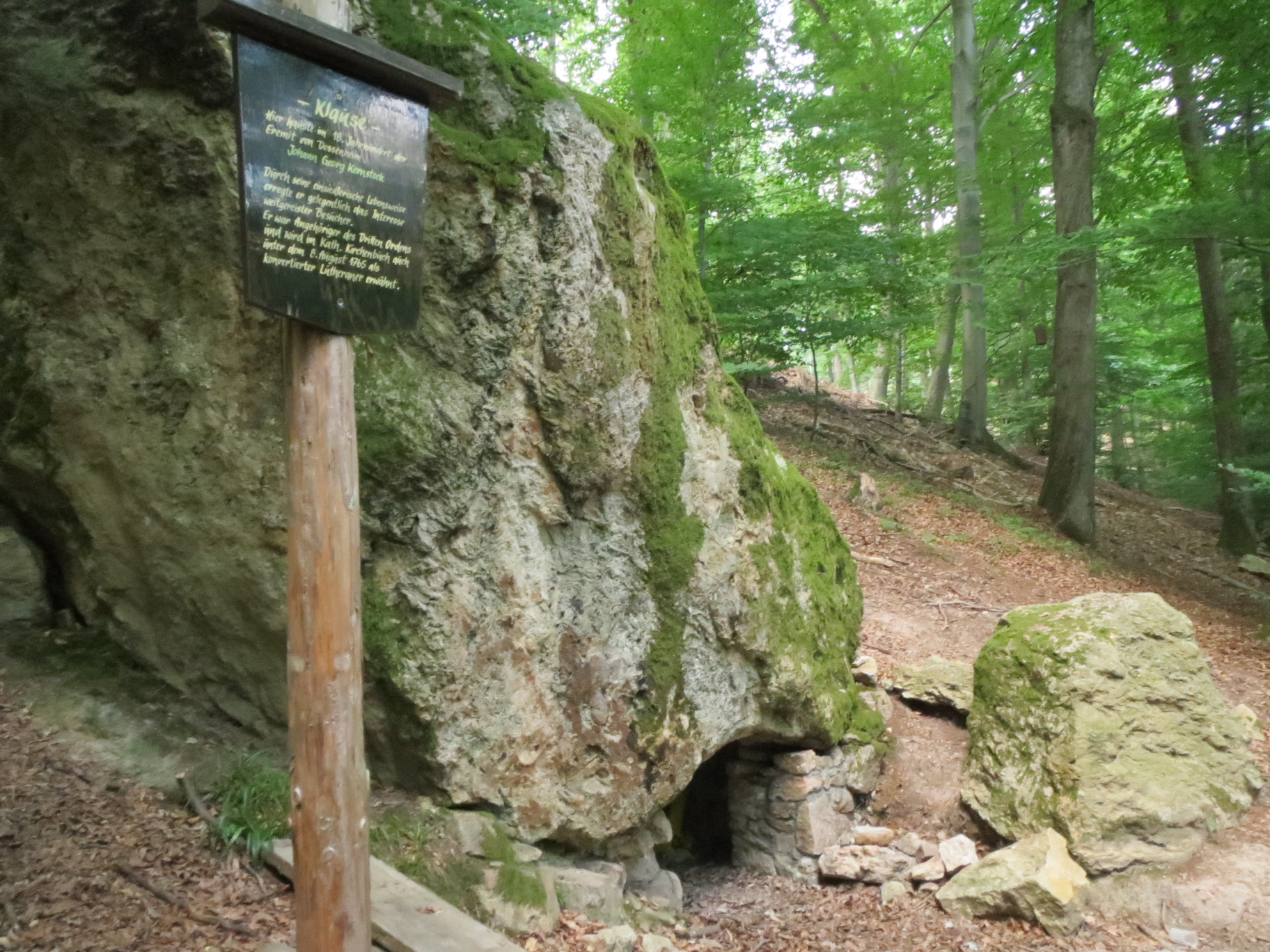
Die Dossenheimer Klause vom Zugangsweg aus

Die Klause liegt über einen Kilometer ostnordöstlich des Dorfkerns von Dossenheim auf dem Südosthang des hinteren Kirchbergs ins obere Dossenheimer Mühltal hinab auf über 280 m ü. NHN. Ungefähr gegenüber jenseits des im Tal laufenden Dossenheimer Mühlbachs liegt die Ruine Kronenburg auf dem Mündungssporn des linken Bachoberlaufs. Bergseitig an der Klause vorbei führt ein geschotterter Waldweg schräg hangaufwärts auf den Kirchberg-Kamm, kurz vor ihr zweigt davon rechts ein zunächst noch wenig fallender Lehmweg in Richtung oberes Mühltal ab, der sich, wo er den im spitzen Winkel der Wege stehenden Felsen passiert, zu einem recht ebenen kleinen Vorplatz weitet, ehe er dann als Trampelpfad weiterläuft.
Der größte, aus Rhyolith bestehende Felsen liegt am Hang, er stützt sich auf mehrere kleinere ab, so dass unter ihm ein Hohlraum mit einer Fläche von rund 10 Quadratmetern und bis zu 2,70 Metern Höhe frei bleibt. Ein kleiner Eingang von etwa einem halben Meter Höhe führt ins Innere. Die Wände in der Höhle sind mit Steinen ausgemauert, Decke ist der große Felsen, der Boden ist mit Erde bedeckt. Ein 10 bis 20 Zentimeter breiter Schacht führt aus der Höhle schräg nach oben und tritt seitlich am Felsen auf etwa äußerer Bodenhöhe aus.

## Der Eremit von Dossenheim
In dieser Höhle lebte in der zweiten Hälfte des 18. Jahrhunderts ein Einsiedler namens Johann Georg Kernstock, der 1765 aus Niederösterreich an die Bergstraße gekommen war. Er gehörte dem Dritten Orden der Franziskaner an. Ein Eintrag des katholischen Kirchenbuchs vom 8. August 1765 berichtet außerdem, dass er als Lutheraner zum katholischen Glauben konvertiert war. Nachdem er nach Dossenheim gekommen war, erwählte er sich die Klause als Wohnort, wozu er dann den Felsen weiter aushöhlte und die Wände mit Steinmauern versah. Er schuf auch den kleinen Schacht, der ihm vermutlich als Abzug diente.
Bei der Bevölkerung Dossenheims und dem Pfarrer war der Einsiedler gern gesehen, auch, da er bei der katholischen Kirche half, so sammelte er unter anderem Spenden. Als Einsiedler wohnte er in der Klause allerdings vermutlich nur zeitweise, in dieser Zeit zog er jedoch, seiner besonderen Lebensweise wegen, einige Besucher von weit her zur Klause. Kernstock soll auch als Wunderheiler bekannt gewesen sein.

## Heutige Situation
Die Klause blieb lange Zeit sich selbst überlassen und verfiel so im Laufe der Zeit. Die östliche Mauer stürzte zum Teil ein, wodurch ein kleines Loch entstand. Kräftige Regenfälle vergrößerten es weiter und spülten Erdreich und Schlamm in die Höhle.
Zwei Mitglieder des Vereins, der sich um die Erhaltung der Ruine Schauenburg kümmert, bemühten sich ab dem Sommer 2011 um die Klause. Sie entfernten das eingeschwemmte Erdreich wieder, verfüllten das Loch in der Mauer und reparierten weitere beschädigte Teile. Damit ist die Dossenheimer Klause heute größtenteils wieder im Zustand wie vor 200 Jahren.

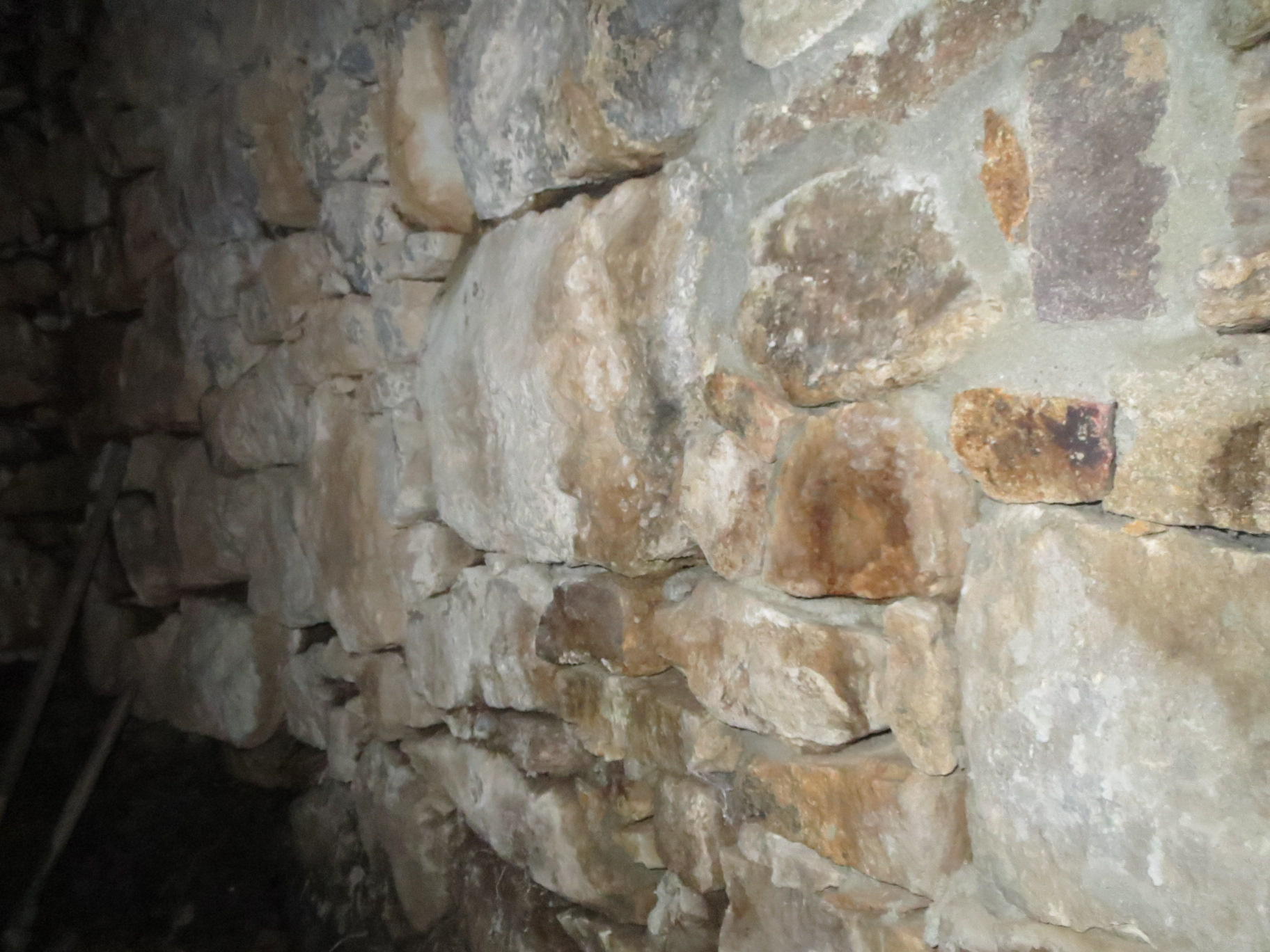
Eine Seitenwand der kleinen Höhle
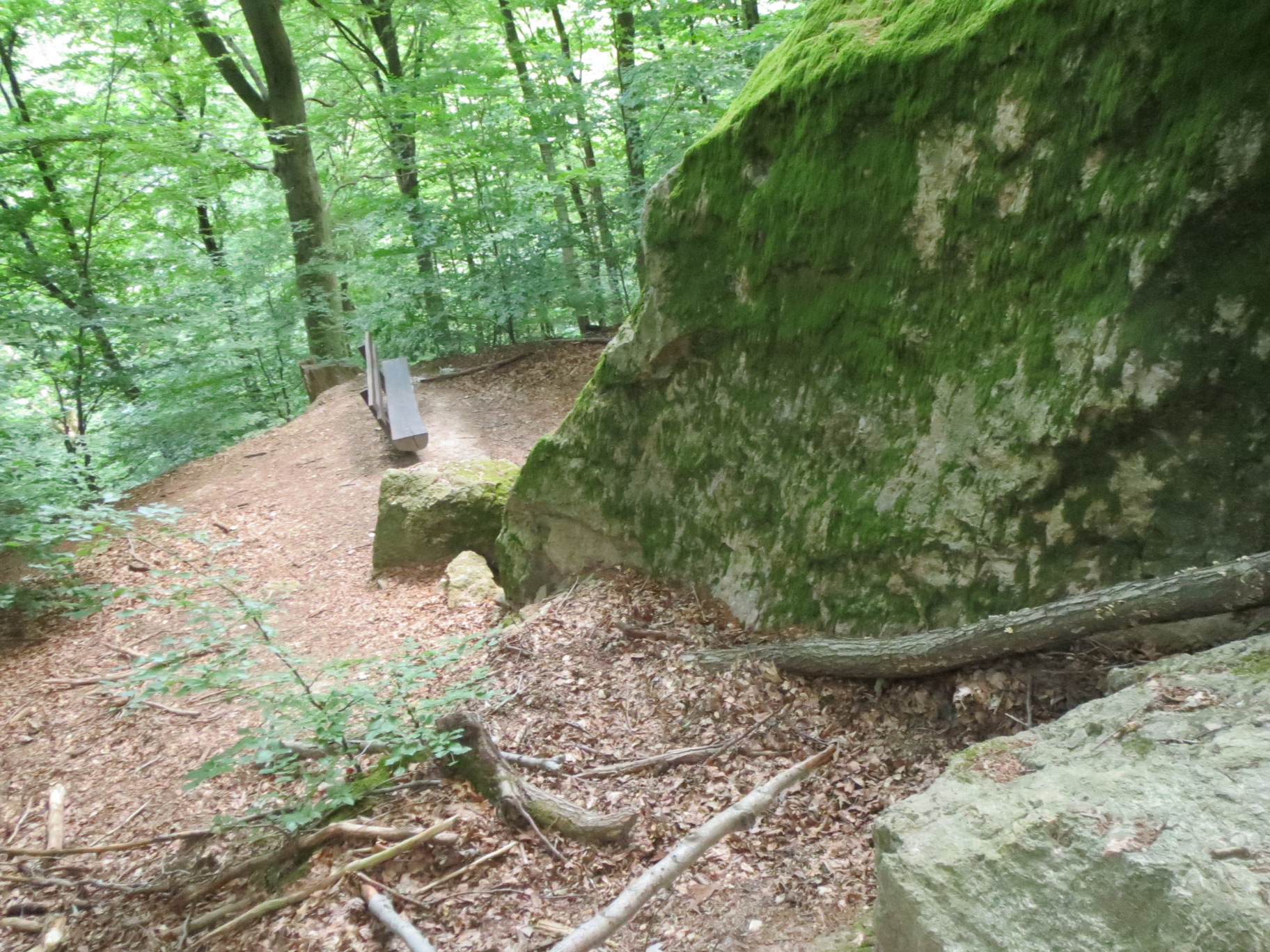
Blick an der Klause vorbei, nach Süden, rechts der große Felsen
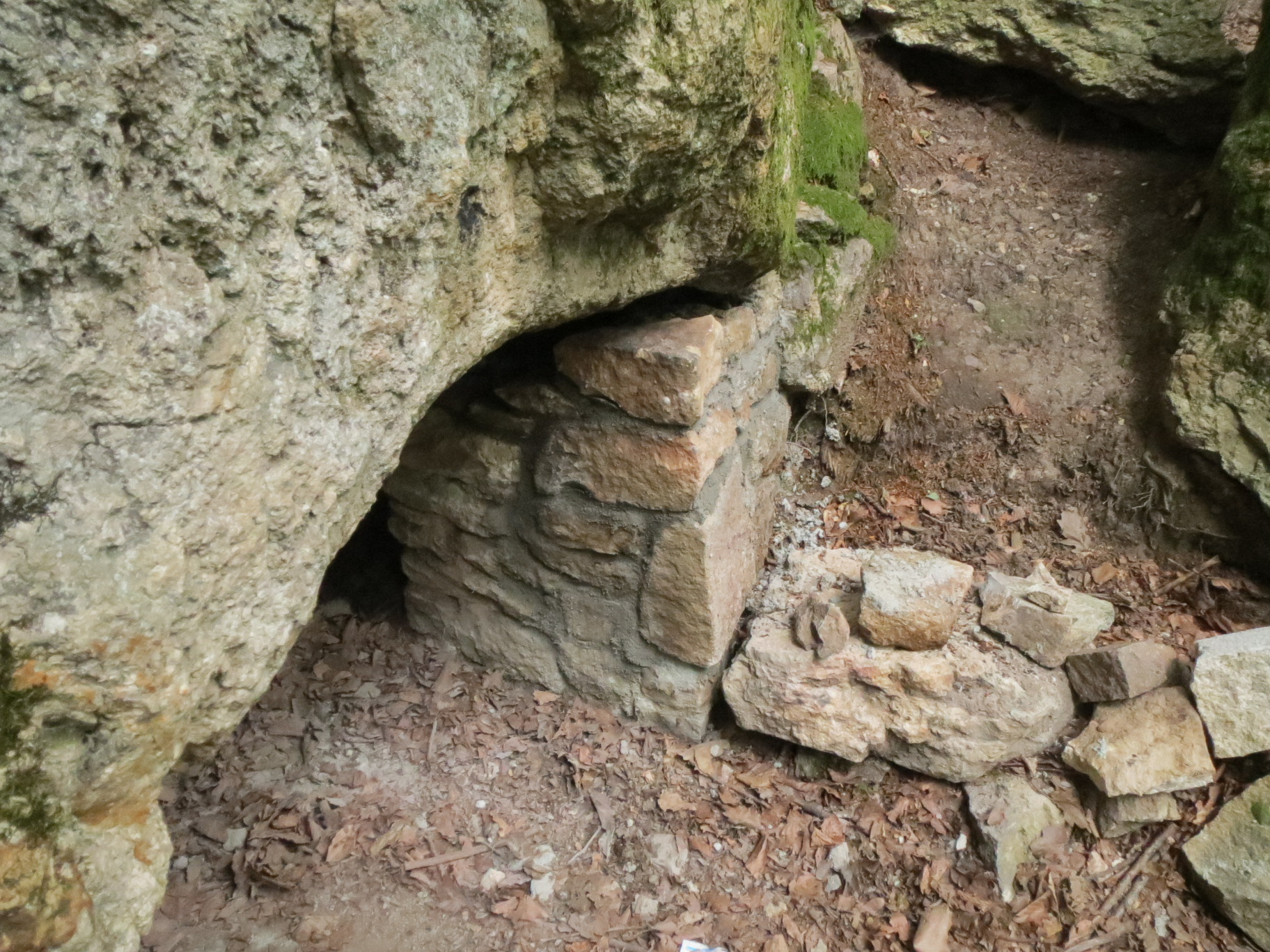
Der Eingang, mit reparierter Wand